# Fluorkohlenwasserstoffe
Fluorkohlenwasserstoffe (FKW; englisch Hydrofluorocarbons, HFC) sind fluorierte Derivate der Kohlenwasserstoffe. Es wird zwischen teilweise (H-FKW bzw. HFKW) und vollständig halogenierten (FKW) unterschieden. Sind Fluorkohlenwasserstoffe vollständig fluoriert (enthalten also keine Wasserstoff-Atome mehr), heißen sie auch perfluorierte Kohlenwasserstoffe oder Perfluorcarbone.

## Eigenschaften
Niedrigmolekulare FKW sind Gase (bis zu etwa sechs Kohlenstoffatomen) oder leichtflüchtige Flüssigkeiten. Sie sind in Wasser nur wenig löslich; mit zunehmender Kettenlänge und Fluorierungsgrad nimmt die Löslichkeit ab. Vollfluorierte Vertreter besitzen durch ihre Stabilität eine erhebliche Lebensdauer in der Atmosphäre; sie werden erst in der Ionosphäre zersetzt.
Einige wichtige niedermolekulare fluorierte Kohlenwasserstoffe und deren Eigenschaften:
| Bezeichnung             | ASHRAE- Kennung | Halbstrukturformel | Siedepunkt | Löslichkeit (Wasser [g·l−1]) | Treibhauspotenzial (GWP) auf 100 Jahre | Lebenszeit (Atmosphäre [Jahre]) |
| ----------------------- | --------------- | ------------------ | ---------- | ---------------------------- | -------------------------------------- | ------------------------------- |
| Tetrafluormethan        | R 14            | CF4                | −127,8 °C  | 0,020 (20 °C)                | 7.390                                  | 50.000                          |
| Trifluormethan          | R 23            | CHF3               | −82,2 °C   | 1,000 (20 °C)                | 14.800                                 | 250                             |
| Difluormethan           | R 32            | CH2F2              | −51,7 °C   | 3,650 (20 °C)                | 675                                    | 6                               |
| Fluormethan             | R 41            | CH3F               | −78,4 °C   | 2,300 (20 °C)                | 150                                    | 3,7                             |
| Hexafluorethan          | R 116           | CF3CF3             | −78,2 °C   | 0,008 (25 °C)                | 9.200                                  | 10.000                          |
| Pentafluorethan         | R 125           | CF3CHF2            | −48,1 °C   | 0,430 (25 °C)                | 3.500                                  | 36                              |
| 1,1,1,2-Tetrafluorethan | R 134a          | CF3CH2F            | −26,0 °C   | 0,067 (25 °C)                | 1.430                                  | 14                              |
| 1,1,1-Trifluorethan     | R 143a          | CF3CH3             | −47,6 °C   | 0,760 (25 °C)                | 4.470                                  | 55                              |
| 1,1-Difluorethan        | R 152a          | CHF2CH3            | −24,9 °C   | 3,200 (25 °C)                | 140                                    | 1,5                             |
| Fluorethan              | R 161           | CH2FCH3            | −37,6 °C   |                              | 12                                     |                                 |
| Octafluorpropan         | R 218           | CF3CF2CF3          | −36,6 °C   | 0,006 (15 °C)                | 7.000                                  | 2.600                           |
| Tetrafluorethylen       | R 1114          | F2C=CF2            | −75,6 °C   | 0,179 (20 °C)                | < 1                                    |                                 |
| Decafluorbutan          | R 610           | CF3CF2CF2CF3       | −1,9 °C    |                              | 7.000                                  | 3.200                           |

## Verwendung
Tetrafluormethan (CF4) entsteht in der Atmosphäre bei der UV-Photolyse von Trifluoracetylfluorid, das wiederum ein Abbauprodukt in der Atmosphäre vorhandener Halogenkohlenwasserstoffe ist. Größere Emissionen stammen auch aus der Primäraluminiumproduktion bei der unbeabsichtigten Reaktion zwischen den Graphitelektroden und dem Flussmittel Kryolith. Das Gas wird in Plasmaätzverfahren eingesetzt, wobei CF3−-Ionen und Fluor gebildet werden. Fluorierte Derivate der Kohlenwasserstoffe Ethan und Propan (C2, C3) werden als Kältemittel eingesetzt. Oft werden azeotrope und zeotrope Gemische verschiedener Sorten eingesetzt, um thermodynamische Eigenschaften zu optimieren, sodass gefährliche oder verbotene Stoffe durch solche mit identischen technischen Eigenschaften ersetzt werden können oder um Toxizität und Treibhauspotential zu senken. Einige höhermolekulare fluorierte Kohlenwasserstoffe (C6–C8) werden als Imprägnierungsmittel und Reiniger (perfluorierte Tenside) eingesetzt. Der technisch wichtigste Fluorkohlenwasserstoff Tetrafluorethylen dient als Ausgangsstoff zur Herstellung von Polytetrafluorethylen (PTFE, Teflon®).
Weitere, oft patentierte, Mischungen sind gebräuchlich und zu großen Teilen im Beitrag über Kältemittel aufgelistet.

## Auswirkung auf die Umwelt
Fluorkohlenwasserstoffe beeinflussen das Klima in der Erdatmosphäre: Sie tragen über den Treibhauseffekt zur Erderwärmung bei, da ihre Moleküle die Wärmestrahlung von der Erdoberfläche absorbieren. Das Treibhauspotential der einzelnen fluorierten Kohlenwasserstoffe ist dabei sehr unterschiedlich und liegt etwa um den Faktor 100 bis 23.000 über dem von Kohlendioxid (CO2). Im Gegensatz zu den Fluorchlorkohlenwasserstoffen (FCKW) haben die fluorierten Kohlenwasserstoffe allerdings kein Ozonabbaupotential. Weil es nach 1987 bei der Umsetzung des Montreal-Protokolls zunächst darum ging, möglichst schnell geeignete, verfügbare Ersatzstoffe als Kühlmittel zu verwenden, wurden beim Ausstieg aus dem Gebrauch von FCKW-Kältemitteln andere damals verfügbare FKW als Ersatzkältemittel verwendet. Alternativen, die nicht so klimaschädlich waren, kamen erst allmählich ab den 1990er Jahren auf den Markt. 2016 waren FKW mit einer Rate von 10 bis 15 % pro Jahr die am schnellsten zunehmende Sorte von Treibhausgasen.

## Reduktion und Ersatz
In der 2014 aktualisierten europäischen F-Gase-Verordnung sind Maßnahmen zur Reduzierung von Kältemittel-Emissionen aus Kälteanlagen getroffen worden. Ähnlich der FCKW-Halon-Verbots-Verordnung sind für bestimmte Gase Inverkehrsbringungs- und Verwendungsverbote vorgesehen und die Gesamtmenge der H-FKW soll bis 2030 auf ein Fünftel reduziert werden. Durch erhöhte Anforderung an die Ausführung und Wartung von Kälteanlagen sollen die Leckagemengen reduziert werden, indem insbesondere regelmäßige Dichtheitsprüfungen durch sachkundiges Personal durchgeführt werden und das Ergebnis nachvollziehbar protokolliert wird.
Da Kfz-Klimaanlagen bauartbedingt sehr hohe Leckraten aufweisen, wurden für diese Anlagen stärkere Restriktionen verabschiedet. Seit dem 1. Januar 2011 dürfen nur F-Gase mit einem Treibhauspotenzial von unter 150 eingesetzt werden oder es müssen alternative Kältemittel eingesetzt werden. Als FKW kommt z. B. das Kältemittel R152a (1,1-Difluorethan, Treibhauspotenzial von 124) in Betracht. Eine der erfolgversprechendsten Alternativen stellt Kohlenstoffdioxid dar, das mit einem Treibhauspotenzial von definitionsgemäß genau einem CO2-Äquivalent nur bei großen Emissionen (Verbrennung von Kohlenstoff in Kraftwerken und Motoren) ins Gewicht fällt. Es wurde bereits in zahlreichen Fahrzeugen getestet und hat sich als effiziente Lösung bewährt.
Auf der 28. Vertragsparteienkonferenz zum Montreal-Protokoll 2016 in Kigali einigten sich fast 200 Länder auf ein internationales Abkommen zur schrittweisen, weitgehenden Abschaffung der bisherigen Fluorkohlenwasserstoffe; hierdurch wird nach Einschätzung von Experten die Erderwärmung bis zum Jahr 2100 um bis zu einem halben Grad geringer ausfallen.
- Die Industrieländer sollen bis 2019 ihre FKW-Emissionen um 10 %, bis 2036 um 85 % reduzieren; die EU und USA haben bereits 2016 damit begonnen.
- China und nahezu alle Entwicklungs- und Schwellenländer starten ihre Reduktion 2024; bis 2045 sollen sie ebenfalls 85 Prozent erreichen;
- die Golfstaaten, Irak, Iran, Indien sowie Pakistan starten 2028 mit der Reduktion und sollen 2047 85 % erreichen.[24]

## Normen
- EN 378-1 (2000): Kälteanlagen und Wärmepumpen; Sicherheitstechnische und umweltrelevante Anforderungen – Teil 1: Grundlegende Anforderungen, Definitionen, Klassifikationen und Auswahlkriterien.

## Weiterführende Literatur
- J. M. Calm, G. C. Hourahan: Refrigerant Data Summary. In: Engineered Systems. Band 18, Nummer 11, 2001, S. 74–88.